# Xian de Zhong
Pour les articles homonymes, voir Zhōng.
Le xian de Zhong (忠县 ; pinyin : Zhōng Xiàn) est une subdivision de la municipalité de Chongqing en Chine.

## Géographie
Sa superficie est de 2 190 km².

## Démographie
La population du district était de 987 511 habitants en 1999.

### Source
- Géographie : (zh) Page descriptive (Phoer.net)